# The Ringer (película de 1952)
The Ringer es una película de misterio británica de 1952 dirigida por Guy Hamilton y protagonizada por Herbert Lom, Donald Wolfit, Mai Zetterling, Greta Gynt, William Hartnell y Denholm Elliott. El guion fue escrito por Lesley Storm y Val Valentine. Fue el debut como director de Hamilton y la tercera versión sonora en inglés de la obra teatral de Edgar Wallace de 1929 basada en su novela de 1925 The Gaunt Stranger. Las adaptaciones anteriores fueron en 1928 (muda), 1931, 1932 (Alemania-Austria) y 1938.

## Argumento
Un criminal maestro del disfraz busca una venganza mortal contra un traicionero abogado londinense que está bajo protección policial.
 

## Reparto
- Herbert Lom como Maurice Meister.
- Donald Wolfit como el Dr. Lomond.
- Mai Zetterling como Lisa.
- Greta Gynt como Cora Ann Milton.
- William Hartnell como Sam Hackett.
- Denholm Elliott como John Lemley.
- Norman Wooland como el inspector Bliss.
- Dora Bryan como la señora Hackett.
- Charles Victor como el inspector Wembury.
- Walter Fitzgerald como comisionado.
- John Stuart como jardinero.
- John Slater como Bell.
- Edward Chapman como extraño.
- Campbell Singer como el sargento de estación Carter.
- Arthur Lovegrove como trabajador que instala rejas en las ventanas (sin acreditar).

## Producción
La película se rodó en los estudios Shepperton, cerca de Londres. Los decorados de la película fueron diseñados por el director de arte William Hutchinson.

## Recepción crítica
The Monthly Film Bulletin escribió: «Basada en una historia de Edgar Wallace, esta película de suspense tiene muchos de los defectos de las películas británicas más estereotipadas. Los escenarios y los diálogos son teatrales y un buen reparto, en particular el esforzado William Hartnell, no puede hacer mucho para darle vida a la historia».
AllMovie escribió: «Donald Wolfit, cuyos legendarios excesos teatrales fueron luego novelados en la obra de teatro The Dresser, es el actor perfecto para el papel de un maestro del disfraz en busca de venganza».
TV Guide la calificó como un «melodrama a la antigua usanza con un elenco excelente».
En British Sound Films: The Studio Years 1928–1959, David Quinlan calificó la película como «promedio» y escribió: «Un buen elenco hace llevadero a un thriller antiguo».